# Manhumirim (kommun)
Manhumirim är en kommun i Brasilien.   Den ligger i delstaten Minas Gerais, i den sydöstra delen av landet, 800 km sydost om huvudstaden Brasília. Antalet invånare är 21 366.
Följande samhällen finns i Manhumirim:
- Manhumirim

Omgivningarna runt Manhumirim är huvudsakligen savann. Runt Manhumirim är det ganska tätbefolkat, med 72 invånare per kvadratkilometer.